# Список Народных героев Югославии/Ч
В настоящем списке в алфавитном порядке представлены все Народные герои Югославии, чьи фамилии начинаются с буквы «Ч» (всего 33 человека). В списке указаны даты присвоения звания и даты жизни Героев.
- Серым цветом в таблице выделены Герои, награждённые орденом Народного героя посмертно.

## Список Народных героев Югославии, фамилии которых начинаются с «Ч»
| № п/п | Фото | Фамилия, Имя       | Дата присвоения звания | Годы жизни                                   |
| ----- | ---- | ------------------ | ---------------------- | -------------------------------------------- |
| 1206  |      | Чавич, Мариян      | 27 ноября 1953         | 10 марта 1915 — конец 1941                   |
| 1207  |      | Чавич, Милош       | 5 июля 1951            | 2 октября 1918 — 24 января 1942              |
| 1208  |      | Чагрович, Джуро    | 27 ноября 1953         | 14 сентября 1904 — 1987                      |
| 1209  |      | Чаетинац, Миодраг  | 7 июля 1953            | 8 марта 1921 — 20 января 1943                |
| 1210  |      | Чакширан, Милан    | 20 декабря 1951        | 12 апреля 1908 — 17 июня 1943                |
| 1211  |      | Чалич, Душан       | 23 июля 1952           | 18 августа 1918 — 17 апреля 1993             |
| 1212  |      | Чаявец, Рудольф    | 20 декабря 1951        | 1 апреля 1911 — 4 июня 1942                  |
| 1213  |      | Чворо, Михайло     | 20 декабря 1951        | 15 сентября 1907 — 5 сентября 1942           |
| 1214  |      | Чевро, Юсуф        | 23 июля 1952           | 1914—1941                                    |
| 1215  |      | Челар, Здравко     | 7 августа 1942         | 15 сентября 1917 — июль 1942                 |
| 1216  |      | Челебич, Милован   | 10 июля 1953           | 1914—1943                                    |
| 1217  |      | Чемалович, Муйо    | 20 декабря 1951        | 1919—1943                                    |
| 1218  |      | Чесник, Милан      | 27 ноября 1953         | 1 июня 1920 — 26 июня 1942                   |
| 1219  |      | Четкович, Владимир | 13 августа 1945        | 1909 — 20 октября 1944                       |
| 1220  |      | Четкович, Елена    | 5 июля 1952            | 21 августа 1916 — 14 мая 1943                |
| 1221  |      | Четкович, Петар    | 30 апреля 1943         | 12 октября 1907 — 28 марта 1943              |
| 1222  |      | Чеч, Тончка        | 27 ноября 1953         | 16 мая 1896 — 3 ноября 1943                  |
| 1223  |      | Чипор, Яндро       | 27 ноября 1953         | 1902 — начало ноября 1941                    |
| 1224  |      | Чирович, Янко      | 13 июля 1953           | 1904—1970                                    |
| 1225  |      | Чирпанов, Радивой  | 25 октября 1943        | 3 апреля 1909 — 5 октября 1941               |
| 1226  |      | Чмелик, Янко       | 25 октября 1943        | 16 ноября 1905 — 12 мая 1942                 |
| 1227  |      | Чолакович, Родолюб | 27 ноября 1953         | 7 июня 1900 — 30 марта 1983                  |
| 1228  |      | Чолович, Саво      | 24 июля 1953           | 21 января 1911 — 25 сентября 1944            |
| 1229  |      | Чолович, Стеван    | 14 декабря 1949        | 2 февраля 1910 — 2 ноября 1941               |
| 1230  |      | Чопела, Йордан     | 1 августа 1949         | январь 1912 — 9 апреля 1942                  |
| 1231  |      | Чоркович, Душан    | 23 июля 1952           | 2 февраля 1921 — 23 мая 1980                 |
| 1232  |      | Чорович, Йован     | 20 декабря 1951        | 10 октября 1918 (или 1913) — 16 декабря 1942 |
| 1233  |      | Чук, Авдо          | 23 июля 1952           | 7 марта 1920 — 13 ноября 1943                |
| 1234  |      | Чукич, Боголюб     | 13 марта 1945          | 1913 — август 1943                           |
| 1235  |      | Чуп, Милан         | 20 декабря 1951        | 31 марта 1917 — 27 июня 1944                 |
| 1236  |      | Чупич, Чедомир     | 10 июля 1953           | 1913 — 9 мая 1942                            |
| 1237  |      | Чускич, Перо       | 20 декабря 1951        | 9 октября 1914 — 20 февраля 1942             |